# Lista zabytków w Żejtun
To jest lista zabytków w miejscowości Żejtun na Malcie, które są umieszczone na liście National Inventory of the Cultural Property of the Maltese Islands.

## Lista
| Nazwa zabytku                                  | Lokalizacja                                                         | Współrzędne                                   | Nr na liście NICPMI | Zdjęcie |
| ---------------------------------------------- | ------------------------------------------------------------------- | --------------------------------------------- | ------------------- | ------- |
| Świątynia Ħal Ġinwi                            | Sqaq Xrob il-Għaġin Nru. 8                                          | 35°50′50,2″N 14°32′50,3″E/35,847287 14,547311 | 00010               |         |
| Villa Cagliares                                | Triq Dun Mikiel Cassar                                              | 35°51′34,2″N 14°32′11,1″E/35,859510 14,536411 | 01247               |         |
| Cmentarz św. Rocha                             | Triq Id-Dahla Ta’ San Tumas                                         | 35°51′09,7″N 14°32′17,7″E/35,852691 14,538241 | 01248               |         |
| Luqa Briffa Garden                             | Triq Xrob il-Għaġin / Triq Id-Dahla Ta’ San Tumas                   | 35°51′07,8″N 14°32′15,7″E/35,852173 14,537685 | 01249               |         |
| Kościół Matki Bożej Miłosierdzia „Tal-Ħniena”  | Triq il-Madonna tal-Ħniena / Misraħ Dom Mintoff                     | 35°51′03,1″N 14°31′35,6″E/35,850852 14,526563 | 1896                |         |
| Nisza św. Józefa                               | 122 Triq il-Madonna tal-Ħniena / 16 Triq Melchiore Gafà             | 35°51′04,3″N 14°31′42,4″E/35,851181 14,528450 | 1897                |         |
| Nisza św. Józefa                               | 82 Triq il-Madonna tal-Ħniena / 1 Triq Lorenzo Gafà                 | 35°51′05,2″N 14°31′45,5″E/35,851447 14,529296 | 1898                |         |
| Nisza Matki Bożej z Lourdes                    | "Anglu u Manni", 5 Triq Lorenzo Gafà                                | 35°51′05,6″N 14°31′45,0″E/35,851547 14,529155 | 1899                |         |
| Nisza Matki Bożej z Góry Karmel                | "Angela", 7 Triq Lorenzo Gafà                                       | 35°51′05,7″N 14°31′44,7″E/35,851595 14,529072 | 1900                |         |
| Nisza Wniebowzięcia                            | 9/11 Triq Lorenzo Gafà                                              | 35°51′05,9″N 14°31′44,4″E/35,851630 14,529005 | 1901                |         |
| Nisza Najświętszego Serca Maryi                | "Ir-Remissa", 74 Triq il-Madonna tal-Ħniena                         | 35°51′05,7″N 14°31′46,1″E/35,851594 14,529461 | 1902                |         |
| Nisza Chrystusa Króla                          | 68 Triq il-Madonna tal-Ħniena / Triq San Ġwann                      | 35°51′05,9″N 14°31′46,5″E/35,851641 14,529586 | 1903                |         |
| Nisza św. Antoniego z Padwy                    | "St. Rita", 55 Triq il-Madonna tal-Ħniena                           | 35°51′06,2″N 14°31′47,2″E/35,851710 14,529771 | 1904                |         |
| Nisza Krzyża Chrystusa                         | "Richard House", 47 Triq il-Madonna tal-Ħniena                      | 35°51′06,7″N 14°31′47,8″E/35,851858 14,529956 | 1905                |         |
| Nisza Matki Boskiej Bolesnej                   | 35 Triq il-Madonna tal-Ħniena                                       | 35°51′07,9″N 14°31′48,8″E/35,852197 14,530230 | 1906                |         |
| Kaplica Matki Bożej „Tas-Sinjura”              | 14 Triq il-Madonna tal-Ħniena                                       | 35°51′09,9″N 14°31′49,9″E/35,852747 14,530536 | 1907                |         |
| Kościół Matki Bożej „Tal-Ħlas”                 | Misraħ Santa Marija                                                 | 35°51′10,3″N 14°31′52,9″E/35,852852 14,531370 | 1908                |         |
| Nisza Matki Bożej Różańcowej                   | Triq San Mikiel                                                     | 35°51′09,0″N 14°31′51,4″E/35,852506 14,530938 | 1909                |         |
| Nisza św. Michała Archanioła                   | Triq San Mikiel                                                     | 35°51′09,4″N 14°31′51,0″E/35,852605 14,530829 | 1910                |         |
| Kościół św. Anioła                             | Triq San Pawl / Misraħ Karlu Diacono                                | 35°51′13,2″N 14°31′52,7″E/35,853654 14,531318 | 1911                |         |
| Nisza proroka Daniela                          | Misraħ Karlu Diacono                                                | 35°51′13,0″N 14°31′54,2″E/35,853616 14,531722 | 1912                |         |
| Nisza św. Rity                                 | 2 Triq Luqa Briffa                                                  | 35°51′12,7″N 14°31′53,6″E/35,853518 14,531556 | 1913                |         |
| Kaplica Matki Bożej Dobrej Rady                | Misraħ Karlu Diacono / Triq il-Madonna Tal-Bon Kunsill              | 35°51′13,4″N 14°31′54,8″E/35,853725 14,531881 | 1914                |         |
| Nisza Matki Bożej Różańcowej                   | Sqaq il-Madonna Tal-Bon Kunsill                                     | 35°51′14,6″N 14°31′54,7″E/35,854055 14,531874 | 1915                |         |
| Nisza św. Jana Chrzciciela                     | 11 Triq il-Madonna Tal-Bon Kunsill                                  | 35°51′14,2″N 14°31′55,7″E/35,853958 14,532132 | 1916                |         |
| Krzyż Chrystusa (usunięty)                     | 43/44 Misraħ Gregorio Bonici                                        | 35°51′16,7″N 14°31′58,1″E/35,854640 14,532799 | 1917                |         |
| Krzyż parafialny                               | Misraħ Gregorio Bonici                                              | 35°51′17,0″N 14°31′58,7″E/35,854713 14,532975 | 1918                |         |
| Statua św. Rocha                               | Misraħ ir-Repubblika (naprzeciw nr. 1 – BOV)                        | 35°51′18,1″N 14°31′59,2″E/35,855024 14,533100 | 1919                |         |
| Statua św. Katarzyny                           | Misraħ ir-Repubblika (naprzeciw nr. 9)                              | 35°51′19,4″N 14°31′59,7″E/35,855386 14,533237 | 1920                |         |
| Kościół parafialny pw. św. Katarzyny           | Misraħ ir-Repubblika                                                | 35°51′18,5″N 14°32′01,0″E/35,855144 14,533622 | 1921                |         |
| Nisza Wniebowzięcia                            | 191 Triq Santa Marija (naprzeciw Sqaq Santa Marija Nru. 1)          | 35°51′13,6″N 14°31′57,3″E/35,853772 14,532591 | 1922                |         |
| Nisza św. Wawrzyńca                            | 15 Triq Santa Marija / Sqaq Santa Marija Nru. 1                     | 35°51′13,7″N 14°31′57,5″E/35,853817 14,532642 | 1923                |         |
| Nisza Niepokalanego Poczęcia                   | 20/21 Triq Santa Marija                                             | 35°51′13,1″N 14°31′57,5″E/35,853628 14,532641 | 1924                |         |
| Nisza św. Józefa                               | 25 Triq Santa Marija                                                | 35°51′12,5″N 14°31′57,6″E/35,853467 14,532677 | 1925                |         |
| Nisza Matki Bożej z Góry Karmel                | 24 Triq Santa Marija / Triq Sant Emidju                             | 35°51′12,5″N 14°31′57,8″E/35,853478 14,532733 | 1926                |         |
| Nisza św. Katarzyny                            | Triq Santa Marija                                                   | 35°51′10,9″N 14°31′55,3″E/35,853023 14,532041 | 1927                |         |
| Nisza Matki Bożej Różańcowej                   | Triq Santa Marija                                                   | 35°51′10,3″N 14°31′54,0″E/35,852851 14,531674 | 1928                |         |
| Nisza Krzyża Chrystusa                         | 76 Triq Santa Marija                                                | 35°51′07,4″N 14°31′50,8″E/35,852063 14,530767 | 1929                |         |
| Statua Matki Bożej z Góry Karmel               | 46 Triq il-Madonna Tal-Bon Kunsill                                  | 35°51′15,7″N 14°31′57,7″E/35,854355 14,532692 | 1930                |         |
| Statua św. Grzegorza                           | Triq San Girgor (obok kościoła)                                     | 35°51′11,8″N 14°32′16,8″E/35,853264 14,538013 | 1931                |         |
| Stary kościół św. Katarzyny (św. Grzegorza)    | Triq San Girgor                                                     | 35°51′10,7″N 14°32′18,1″E/35,852964 14,538348 | 1932                |         |
| Nisza Matki Bożej z Lourdes                    | 76 Triq San Girgor                                                  | 35°51′14,9″N 14°32′13,0″E/35,854138 14,536935 | 1933                |         |
| Kościół Jezusa z Nazaretu                      | Triq San Girgor / Triq L-Isqof Emmanuel Galea                       | 35°51′15,9″N 14°32′12,8″E/35,854427 14,536892 | 1934                |         |
| Nisza Najświętszego Serca Jezusa               | Sqaq il-President Anton Buttigieg Nru. 1 (naprzeciw Triq il-Għadam) | 35°50′57,5″N 14°31′36,2″E/35,849296 14,526726 | 1935                |         |
| Statua św. Pawła                               | 33 Triq Marsaxlokk                                                  | 35°51′06,8″N 14°31′54,8″E/35,851883 14,531899 | 1936                |         |
| Nisza św. Mikołaja biskupa                     | 41 Triq Marsaxlokk                                                  | 35°51′06,1″N 14°31′54,8″E/35,851703 14,531878 | 1937                |         |
| Nisza św. Józefa                               | Triq Marsaxlokk / Triq San Pietru                                   | 35°51′05,7″N 14°31′54,3″E/35,851583 14,531746 | 1938                |         |
| Płaskorzeźba św. Franciszek Saverio            | 81 Triq Marsaxlokk                                                  | 35°51′02,7″N 14°31′54,6″E/35,850759 14,531826 | 1939                |         |
| Nisza św. Katarzyny                            | Triq San Duminku / 2 Triq San Alfonsu                               | 35°51′03,8″N 14°31′49,2″E/35,851059 14,530325 | 1940                |         |
| Nisza Chrystusa Zbawiciela                     | 39 Triq San Duminku / Triq San Alfonsu                              | 35°51′03,8″N 14°31′49,5″E/35,851048 14,530417 | 1941                |         |
| Nisza Matki Bożej z Góry Karmel                | "Dreams", 4 Sqaq San Duminku Nru. 2                                 | 35°51′03,6″N 14°31′47,3″E/35,851001 14,529795 | 1942                |         |
| Nisza Matki Bożej z Góry Karmel                | 2 Triq Marsaxlokk                                                   | 35°51′10,7″N 14°31′55,6″E/35,852966 14,532119 | 1943                |         |
| Nisza św. Katarzyny                            | 17 Triq Xejba                                                       | 35°51′08,7″N 14°31′58,8″E/35,852428 14,533010 | 1944                |         |
| Nisza Matki Bożej z Góry Karmel                | Triq Santa Monika / Triq Luqa Briffa                                | 35°51′10,3″N 14°32′03,4″E/35,852864 14,534273 | 1945                |         |
| Nisza św. Katarzyny                            | 25 Triq Santa Fawstina                                              | 35°51′12,1″N 14°32′05,4″E/35,853353 14,534823 | 1946                |         |
| Statua Najświętszego Serca Jezusa              | 2 Triq Santa Fawstina                                               | 35°51′12,2″N 14°32′02,8″E/35,853389 14,534119 | 1947                |         |
| Statua św. Rocha                               | Triq Santa Fawstina / 53 Triq il-Ħerba                              | 35°51′12,3″N 14°32′02,4″E/35,853415 14,533993 | 1948                |         |
| Statua św. Katarzyny                           | Triq Santa Fawstina / 53 Triq il-Ħerba                              | 35°51′12,3″N 14°32′02,1″E/35,853419 14,533929 | 1949                |         |
| Płaskorzeźba Matki Boskiej Bolesnej            | 10 Sqaq il-Ħerba Nru. 2                                             | 35°51′14,3″N 14°31′59,9″E/35,853966 14,533317 | 1950                |         |
| Nisza św. Paschalisa Baylóna                   | 13/15 Triq L-Ispirtu s-Santu                                        | 35°51′18,7″N 14°31′55,1″E/35,855193 14,531977 | 1951                |         |
| Statua św. Teresy                              | 24 Triq Santa Katarina / Triq L-Ispiritu s-Santu                    | 35°51′20,8″N 14°31′55,4″E/35,855775 14,532060 | 1952                |         |
| Kościół Ducha Świętego                         | Triq Santa Katarina / Triq L-Ispiritu s-Santu                       | 35°51′20,9″N 14°31′55,8″E/35,855808 14,532161 | 1953                |         |
| Nisza Matki Bożej z Góry Karmel                | 36 Triq Luqa Briffa                                                 | 35°51′10,7″N 14°31′57,9″E/35,852981 14,532760 | 1954                |         |
| Nisza św. Józefa                               | 29 Triq San Porfirju                                                | 35°51′10,8″N 14°32′12,7″E/35,852989 14,536856 | 1955                |         |
| Nisza św. Katarzyny (poprzednio św. Antoniego) | 45 Triq San Piju X                                                  | 35°51′11,6″N 14°32′07,9″E/35,853236 14,535532 | 1956                |         |
| Nisza Niepokalanego Poczęcia                   | 85 Triq San Girgor                                                  | 35°51′16,8″N 14°32′09,7″E/35,854664 14,536018 | 1957                |         |
| Nisza św. Józefa                               | 5 Triq Sant’Antnin                                                  | 35°51′27,0″N 14°32′05,5″E/35,857511 14,534858 | 1958                |         |
| Nisza Matki Bożej z Lourdes                    | 20 Misraħ il-Bandolier                                              | 35°51′26,4″N 14°32′04,3″E/35,857338 14,534522 | 1959                |         |
| Nisza Matki Boskiej Bolesnej                   | 21-22 Misraħ il-Bandolier                                           | 35°51′26,5″N 14°32′04,1″E/35,857348 14,534468 | 1960                |         |
| Nisza Niepokalanego Poczęcia                   | Triq San Ġorġ / Triq is-Salvatur                                    | 35°51′25,9″N 14°32′03,5″E/35,857199 14,534308 | 1961                |         |
| Nisza Wniebowzięcia                            | 15 Triq is-Salvatur                                                 | 35°51′25,0″N 14°32′04,0″E/35,856940 14,534456 | 1962                |         |
| Kaplica Chrystusa Zbawiciela                   | Triq is-Salvatur                                                    | 35°51′25,4″N 14°32′04,2″E/35,857045 14,534495 | 1963                |         |
| Nisza Niepokalanego Poczęcia                   | 15 Misraħ il-Bandolier                                              | 35°51′26,9″N 14°32′04,2″E/35,857473 14,534495 | 1964                |         |
| Nisza Krzyża Chrystusa                         | 20 Misraħ il-Bjar                                                   | 35°51′27,6″N 14°32′03,8″E/35,857666 14,534390 | 1965                |         |
| Nisza Krzyża Chrystusa                         | 8 Misraħ il-Bjar                                                    | 35°51′29,4″N 14°32′02,4″E/35,858165 14,534003 | 1966                |         |
| Nisza Matki Bożej Różańcowej                   | 53 Triq Dun Mikiel Cassar                                           | 35°51′31,4″N 14°32′07,5″E/35,858725 14,535421 | 1967                |         |
| Nisza Matki Bożej z Góry Karmel                | Triq Sant’Agata                                                     | 35°51′31,9″N 14°32′09,1″E/35,858859 14,535851 | 1968                |         |
| Nisza Krzyża Chrystusa                         | 15 Triq Taltas                                                      | 35°51′32,2″N 14°32′11,5″E/35,858932 14,536532 | 1969                |         |
| Nisza Matki Bożej od paska                     | "Geocarm", 35 Triq Taltas                                           | 35°51′31,3″N 14°32′11,8″E/35,858705 14,536599 | 1970                |         |
| Kościół św. Klemensa                           | Triq San Klement                                                    | 35°51′37,2″N 14°31′56,6″E/35,860341 14,532375 | 1971                |         |
| Nisza Matki Bożej Różańcowej                   | "Casa Perellos", 53 Triq Santa Katerina                             | 35°51′21,4″N 14°31′53,3″E/35,855955 14,531477 | 1972                |         |
| Nisza Matki Bożej Światłości                   | Triq Xrob il-Għaġin / Sqaq Xrob il-Għaġin Nru. 3                    | 35°50′59,9″N 14°32′40,2″E/35,849961 14,544488 | 1973                |         |
| Nisza Wniebowzięcia (pusta)                    | Triq Xrob il-Għaġin / Sqaq Xrob il-Għaġin Nru. 6                    | 35°50′56,0″N 14°32′43,4″E/35,848901 14,545398 | 1974                |         |
| Nisza św. Józefa                               | Triq Xrob il-Għaġin / Triq Strejnu                                  | 35°50′55,8″N 14°32′49,7″E/35,848822 14,547148 | 1975                |         |
| Kaplica św. Mikołaja                           | Triq Xrob il-Għaġin / Triq Strejnu                                  | 35°50′55,7″N 14°32′50,7″E/35,848793 14,547420 | 1976                |         |
| Nisza Matki Bożej Różańcowej                   | Triq Strejnu / Triq id-Daħla ta’ San Tumas                          | 35°51′18,6″N 14°32′59,1″E/35,855154 14,549740 | 1977                |         |
| Kościół Matki Bożej „Hal Tmin”                 | Triq Wied iż-Żiju                                                   | 35°51′21,4″N 14°32′56,2″E/35,855951 14,548950 | 1978                |         |
| Nisza św. Michała Archanioła                   | Triq San Luċjan                                                     | 35°51′21,0″N 14°31′58,2″E/35,855839 14,532828 | 1979                |         |